# Palazzo Poerio
Der Palazzo Poerio, auch Palazzo Cirillo, ist ein Palast aus dem 17. Jahrhundert in Belcastro in der italienischen Region Kalabrien. Heute ist in dem Haus an der Piazza Giuseppe Poerio die Stadtverwaltung untergebracht.

## Geschichte und Beschreibung
Den Palast ließ Herzog Francesco Sersale 1645 nach dem Erdbeben im selben Jahr, erbauen. Das Erdbeben hatte große Teile der Stadt und auch die Burg zerstört und 61 Todesopfer gefordert. Seinen Namen erhielt der Palast nach den letzten Lehensnehmern, der Familie Poerio. Ebenfalls wird er „Palazzo Cirillo“ genannt, nach der Familie, die den Palast nach der Konfiszierung der Güter der Poerios erhielt. Am 6. Januar 1775 erblickte in dem Palast Giuseppe Poerio als Sohn von Carlo und Gaetana Poerio (Gäste von Baron Girolamo, Vater von Gaetana) das Licht der Welt. Er wurde später Politiker, Patriot und Mitglied des Risorgimento.
Der Palast, der die benachbarte Piazza San Tommaso d’Aquino beherrscht, zeigt ein schönes Spitzbogeneingangstor, das in einen verzierten Rahmen mit Architrav eingesetzt ist, der von Säulen flankiert wird, sowie rechteckige, profilierte Steinfenster mit gezahnten Rahmen. Die Seitenfassade zur Piazza Giuseppe Poerio ist in Tuff gehalten und hat einen barocken Balkon. Vom Empfangssalon führen zwei Treppen, die mit Steinbögen versehen sind, zu den oberen Stockwerken.
Im Jahre 2007 wurde der Palast nach einer langen Restaurierungszeit als Sitz der Stadtverwaltung eingeweiht.